# Les Trois Frères
Pour les articles homonymes, voir Les Trois Frères (homonymie).
Série
Les Trois Frères : Le Retour
(2014)
Pour plus de détails, voir Fiche technique et Distribution.

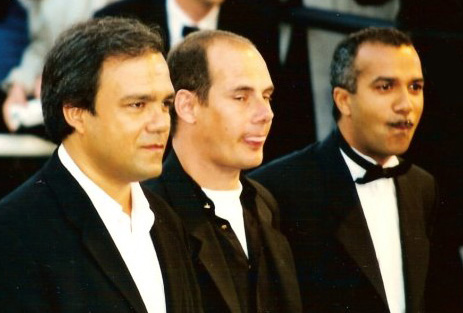
Didier Bourdon, Bernard Campan et Pascal Légitimus en 1996.

Les Trois Frères est un film français réunissant les Inconnus et réalisé par, Didier Bourdon et Bernard Campan, sorti en 1995.
Il raconte les aventures de trois demi-frères qui ne se connaissent pas et se retrouvent à la suite de la mort de leur mère. Ils doivent hériter de trois millions de francs, mais les ennuis s'accumulent lorsque l'héritage est annulé.
Avec près de 7 millions d'entrées, c'est le plus grand succès de l'année 1995 en France. Le film reçoit le  César du meilleur premier film en 1996. Une suite, intitulée Les Trois Frères : Le Retour, sort en 2014.

## Synopsis
Trois demi-frères, qui ne se connaissent pas, sont convoqués chez un notaire qui leur annonce que leur mère chanteuse est décédée depuis deux ans aux États-Unis. Elle leur lègue un héritage de 3,2 millions de francs à se partager.
Les trois demi-frères ont des parcours et des niveaux de vie très différents. Didier est vigile dans un supermarché, coureur de jupons et se fait passer pour un philosophe. Apprécié de son patron, son futur beau-père réactionnaire. Il vit chez ses beaux-parents qu'il méprise, ainsi que sa fiancée idiote. Bernard est un comédien sans succès et sans domicile qui vit d'expédients, comme des démonstrations de produits ménagers sur des marchés. Pascal travaille dans une agence de communication branchée. Discret et ayant la tête sur les épaules, il cherche surtout à briller aux yeux de son patron, Steven.
Au travail, Didier interpelle une cliente et reconnait Christine une ancienne conquête, avec qui il tente de se réconcilier, sans succès. L'annonce de l'héritage conduit chacun des trois demi-frères à entamer des dépenses inconsidérées : Didier achète des billets d'avion dans l'espoir d'emmener Christine en voyage mais lorsqu'il se rend chez elle, elle est absente et il rencontre l'enfant de celle-ci, prénommé Michaël. Bernard achète une Chrysler Windsor VII de collection à crédit et Pascal se met en valeur auprès d'un cadre proche de Steven pour faire croire qu'il a gagné une grosse somme d'argent grâce à ses talents boursiers.
Lorsqu'ils reviennent deux jours plus tard chez le notaire, les trois demi-frères apprennent qu'ils ne peuvent plus prétendre à l'héritage, le délai ayant expiré depuis deux jours. Le notaire s'exprimant dans un langage de droit très technique, Didier et Bernard le menacent, puis s'en prennent à lui physiquement. Les problèmes commencent alors à s'accumuler pour les trois demi-frères : ivre, Didier se rend au domicile de son patron pour l'insulter et lui annoncer qu'il n'a aucune intention de se marier avec sa fille, Bernard est endetté après l'achat de la voiture, et Pascal est sur le point de se faire arnaquer par Steven, son patron, qui compte lui faire signer un « contrat d'actionnariat provisoire ».
Après un passage dans une soirée techno, Didier et Bernard, sous l'emprise de LSD, se rendent chez Pascal, pendant le dîner avec Steven. Excédé par les imitations moqueuses de Didier et Bernard, Steven quitte la maison de Pascal, évitant à ce dernier, et bien malgré lui, la signature du contrat. Plus tard, Didier croise à nouveau le chemin de Michaël, qui s'est accidentellement retrouvé bloqué à l'extérieur de l'appartement de sa mère, et décide de l'emmener chez Pascal.
Le lendemain, Pascal apprend qu'il est renvoyé de son entreprise. De son côté, Didier tente désespérément de contacter la mère de Michaël, sans réponse. Niant catégoriquement avoir eu un fils, Didier découvre une curieuse tache de naissance sur la fesse droite de Michaël, identique à celle portée par les trois demi-frères Latour. Ceci confirme que Michaël est bien le fils de Didier et donc le neveu de Bernard et Pascal.
Les trois demi-frères mettent alors tout en œuvre pour subvenir aux besoins du garçon. Didier remplace Bernard pour une démonstration de produit détache-tout, pendant que celui-ci va tourner dans un film pornographique, et Pascal tente de se faire embaucher dans différentes entreprises sans succès. Sans argent, les trois demi-frères se voient contraints de se procurer des vêtements et de la nourriture pour Michaël en volant.
Le lendemain, un huissier de justice se rend au domicile de Pascal, pour récupérer les frais de notaire impayés. Se montrant particulièrement odieux (et raciste envers Pascal), l'huissier se retrouve pris à partie par Didier et Bernard, glisse sur une bouteille vide et s'électrocute avec un sèche-cheveux dans la baignoire. Les trois demi-frères s'enfuient avec Michaël. Didier tente de prévenir Christine, qui travaille comme hôtesse de l'air et est en déplacement, mais la discussion s'envenime, et celle-ci croit que Didier a enlevé son fils. L'affaire est dans les journaux dès le lendemain, obligeant les Latour à déguiser Michaël en petite fille nommée Juliette et à mendier ou multiplier les vols, les reventes au noir et les arnaques.
L'affaire d'enlèvement prenant de l'ampleur médiatique, les Latour se déplacent incognito et se réfugient dans une forêt. Alors qu'ils envisagent de livrer Michaël à la police, ce dernier obtient les trois télés sur un billet à gratter Millionnaire, donnant ainsi une chance aux trois demi-frères de gagner un million de francs. Plus tard, Michaël tombe malade. Les trois demi-frères décident alors d'aller trouver de l'aide et tombent sur une femme enceinte nommée Marie, qui les reconnaît d'après des photos dans les articles de journaux, mais décide quand même de les aider. Le lendemain, elle conduit Michaël à l'aéroport pour le ramener à Christine.
Plus tard, sous de fausses identités, les Latour participent au tirage télévisé Millionnaire. Malheureusement, Didier ne gagne que 100 000 francs, somme insuffisante pour rembourser les dettes accumulées par les trois demi-frères, et proteste vigoureusement. Une bagarre généralisée se déclare et les Latour sont reconnus et arrêtés. Leur procès est houleux, mais Christine annonce qu'elle souhaite retirer sa plainte contre eux, ayant constaté comment l'aventure auprès de Didier avait bénéficié à Michaël, ayant grandi sans père. Ils sont uniquement condamnés à une peine d'intérêt général dans un orphelinat en Alsace. Christine obtient la garde exclusive de Michaël et Marie, qui a accouché d'une petite fille qu'elle a prénommé Juliette, devient sa nounou. Les trois demi-frères lisent la lettre que Michaël leur a écrite, puis servent le repas aux enfants dans la cantine de l'orphelinat.

## Fiche technique
Sauf indication contraire, les informations mentionnées dans cette section peuvent être confirmées par les bases de données cinématographiques  présentes dans la section « Liens externes ».
- Réalisation : Bernard Campan et Didier Bourdon
- Scénario : Didier Bourdon, Bernard Campan et Michel Lengliney
- Musique : Didier Bourdon et Olivier Bernard
  - Interprétation de la chanson Doux Daddy : Catherine Ringer et Didier Bourdon
- Direction artistique : Christian Marti
- Décors : Christian Marti
- Costumes : Véronique Pouzou et Gisèle Ravard
- Photographie : Alain Choquart
- Montage : Gérard Klotz
- Production : Claude Berri, Patrick Bordier, Ségolène Fleury-Slimane, Alexandre Lederman et Paul Lederman
- Société de distribution : Pathé
- Budget : 7 150 000 €
- Pays de production :  France
- Langue originale : français
- Format : couleur
- Genre : comédie
- Durée : 104 minutes
- Date de sortie :
  - France : 13 décembre 1995
- Dates de sortie en vidéo :
  - DVD : 8 janvier 2002 chez Sony Music Video[réf. nécessaire]
  - Blu-ray : 5 février 2014 chez Pathé[réf. nécessaire]

## Distribution
Sauf indication contraire, les informations mentionnées dans cette section peuvent être confirmées par les bases de données cinématographiques  présentes dans la section « Liens externes ».
- Didier Bourdon : Didier Jean-Marie Latour, vigile dans un supermarché
- Pascal Légitimus : Pascal Gesip Eusèbe Latour, cadre d'une entreprise de communication
- Bernard Campan : Bernard André-Michel Latour, sans-abri et adepte de toutes sortes de drogues
- Antoine du Merle : Michaël Rossignol, fils de Didier et de Christine
- Anne Jacquemin : Marie, femme enceinte qui aide les trois frères et garde Michaël
- Marine Jolivet : Christine Rossignol, hôtesse de l'air, mère de Michaël et ex-compagne de Didier
- Annick Alane : Geneviève Rougemont, ex-future belle-mère de Didier
- Pierre Meyrand : Charles-Henri Rougemont, ex-futur beau-père de Didier, patron du supermarché dans lequel travaille Didier
- Isabelle Gruault : Marie-Ange Rougemont, ex-fiancée de Didier, fille de Charles-Henri et Geneviève
- Bernard Farcy : Steven Marchand, patron de l'entreprise de communication dans laquelle travaille Pascal
- Élie Semoun : Brice, bras-droit de Steven
- Henri Courseaux : Maître Jean-Claude Larieux, notaire chargé de l'héritage
- Jean-François Pastout : Maître Gonzalez, huissier de justice blessé par Didier et Bernard pour sa méchanceté
- Bruno Lochet : le patron du PMU
- Yolande Moreau : la patronne du PMU
- Thierry Benoist : le vendeur de télévisions
- Jacky Nercessian : le présentateur du Millionnaire
- Marie-Christine Adam : Sandra Marchand, épouse de Steven
- Pierre Aknine : le réalisateur du film porno
- Isabelle Alexis : la secrétaire de CRM
- Philippe Beglia : le serveur du restaurant gastronomique
- Claude Berri : le président du tribunal
- Michel Berto : le greffier
- Patrick Bordier : l'automobiliste à la station service
- Bruno Chapelle : Michel Langry, le collègue à CRM qui a été renvoyé
- Jean-Jacques D'Amour : le maître d'hôtel
- Jacques Décombe : le recruteur
- Pascal Nzonzi : le second recruteur
- Albert Dray : Albert, vendeur du marché collègue de Bernard
- Nedeljko Grujic : le Yougoslave
- Diogène Guérin : le médecin du restaurant
- Silvie Laguna : Madame Pereire, voisine de Pascal
- Théo Légitimus : l'homme noir cherchant du travail, recalé par Pascal Légitimus
- Michèle Loubet : la secrétaire du notaire
- Élizabeth Macocco : le procureur
- Chick Ortega : le chef cuisinier de l'orphelinat
- René Remblier : le dealer de la boîte de nuit
- Serge Ridoux : Alex Gendron, collègue de Pascal
- Eugénie Schellen : la copine hôtesse de l'air à l'aéroport
- Agnès Sereni : la caissière du supermarché
- Patrice Arditti : le journaliste de Canal+
- Ruth Elkrief : la journaliste de LCI
- Igor Czaplejewicz : l'homme du film porno
- Sabine Tingry : la femme du film porno

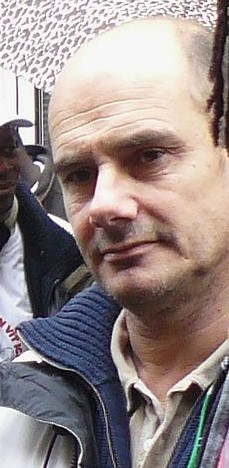
Bernard Campan.
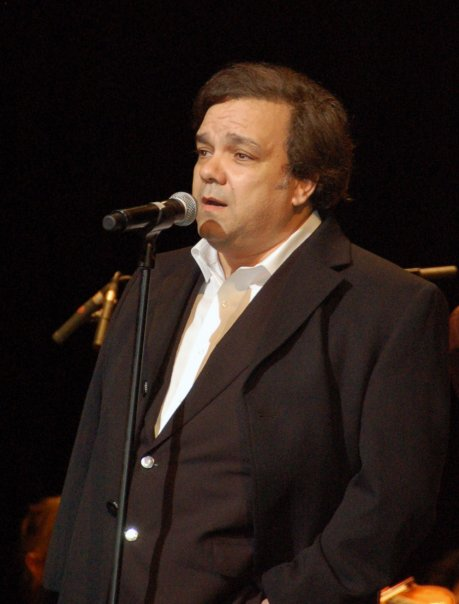
Didier Bourdon.
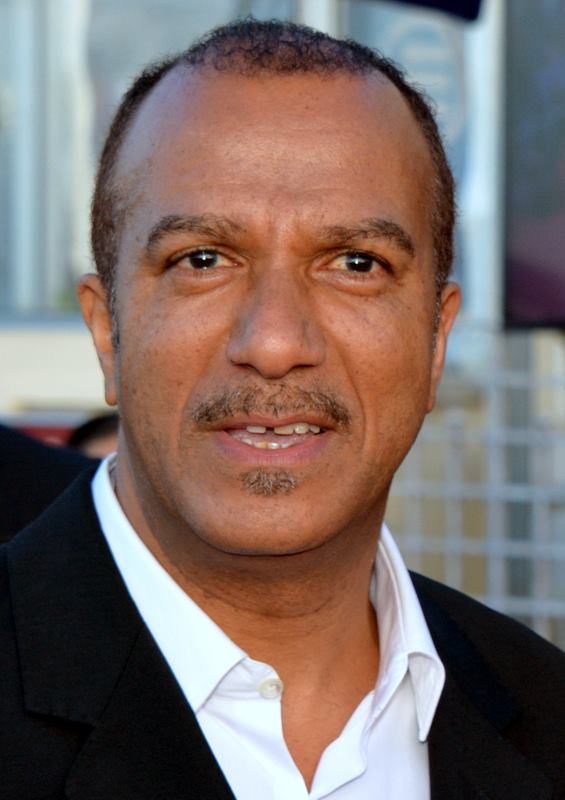
Pascal Légitimus.

## Production

### Tournage
Le film a été tourné entre janvier et mars 1995. La scène de rave-party et celle où Didier et Bernard font une marche arrière avec la Chrysler Windsor ont été tournées à Ivry-sur-Seine, à proximité de l'actuel centre commercial Quai d'Ivry. Certaines scènes ont été tournés rue Molière et rue Jules Vanzuppe, toujours à Ivry. Le tournage s'est aussi déroulé à Paris, Noiseau, et dans le sud de la France, notamment à Aix-en-Provence et à l'aéroport Marseille-Provence.

### Musique
- Alien Lifeforms Visit Earth de D-Kontrol (lorsque Didier et Bernard dansent dans la boîte de nuit)
- Doux Daddy par Catherine Ringer (chanson du générique de fin)

## Accueil

### Box-office
Les Trois frères ont enregistré un total de 6 897 098 entrées en France, ce qui en fait le 42e plus gros succès de l'histoire du box-office français et le premier succès de l'année 1995. Il engrange au total environ 44,4 millions de dollars de recettes pour un budget de 7,6 millions de dollars.
| Pays ou région    | Box-office        |
| ----------------- | ----------------- |
| France            | 6 897 098 entrées |
| Belgique          | 233 056 entrées   |
| Suisse            | 82 960 entrées    |
| Québec            | 46 085 entrées    |
| Espagne           | 38 649 entrées    |
| Roumanie          | 27 658 entrées    |
| Total hors France | 448 509 entrées   |
| Total Monde       | 7 345 607 entrées |

### Distinction
- César 1996 : meilleur premier film

## Analyse
En découvrant l'appartement de Pascal Latour au début du film, on remarque les œuvres des artistes « Koendelietzsche » et « Whiteman ». Ces deux personnages sont tout à fait fictifs, mais inspirés d'artistes bien réels : le sculpteur grec Jannis Kounellis, aux « mobiles » du sculpteur américain Alexander Calder ainsi qu'au peintre Robert Ryman.